# Desigualdade de Weitzenböck

De acordo com a desigualdade de Weitzenböck, a área deste triângulo é, no máximo, (a^{2} + b^{2} + c^{2}) ⁄ 4√3.

Em matemática, mais exatamente em geometria, a desigualdade de Weitzenböck, assim chamada após Roland Weitzenböck, afirma que para um triângulo de lados {\displaystyle a}, {\displaystyle b}, {\displaystyle c}, e de área {\displaystyle \Delta }, segue a seguinte desigualdade
{\displaystyle a^{2}+b^{2}+c^{2}\geq 4{\sqrt {3}}\,\Delta .}
A igualdade ocorre se e somente se o triângulo é equilátero. A desigualdade de Pedoe é uma generalização da desigualdade de Weitzenböck.

## Provas
A prova desta desigualdade foi uma das questões da Olimpíada Internacional de Matemática de 1961. Mesmo assim, o resultado não é muito difícil de se obter usando a fórmula de Heron para a área do triângulo: 
{\displaystyle {\begin{aligned}\Delta &{}={\frac {\sqrt {(a+b+c)(a+b-c)(b+c-a)(c+a-b)}}{4}}\\&{}={\frac {1}{4}}{\sqrt {2(a^{2}b^{2}+a^{2}c^{2}+b^{2}c^{2})-(a^{4}+b^{4}+c^{4})}}.\end{aligned}}}

### Primeiro método
Este método não assume qualquer conhecimento de desigualdades, exceto que todos os quadrados são não negativos.
{\displaystyle {\begin{aligned}{}&(a^{2}-b^{2})^{2}+(b^{2}-c^{2})^{2}+(c^{2}-a^{2})^{2}\geq 0\\{}\iff &2(a^{4}+b^{4}+c^{4})-2(a^{2}b^{2}+a^{2}c^{2}+b^{2}c^{2})\geq 0\\{}\iff &{\frac {4(a^{4}+b^{4}+c^{4})}{3}}\geq {\frac {4(a^{2}b^{2}+a^{2}c^{2}+b^{2}c^{2})}{3}}\\{}\iff &{\frac {(a^{4}+b^{4}+c^{4})+2(a^{2}b^{2}+a^{2}c^{2}+b^{2}c^{2})}{3}}\geq 2(a^{2}b^{2}+a^{2}c^{2}+b^{2}c^{2})-(a^{4}+b^{4}+c^{4})\\{}\iff &{\frac {(a^{2}+b^{2}+c^{2})^{2}}{3}}\geq (4\Delta )^{2},\end{aligned}}}
e o resultado segue imediatamente tomando-se a raiz quadrada positiva de ambos os lados. Desde a primeira desigualdade pode-se ver que a igualdade ocorre apenas para {\displaystyle a=b=c} e se o triângulo é equilátero.

### Segundo método
Para este método é necessário conhecer previamente a chamada desigualdade do rearranjo e a desigualdade das médias.
{\displaystyle {\begin{aligned}&&a^{2}+b^{2}+c^{2}&\geq &&ab+bc+ca\\\iff &&3(a^{2}+b^{2}+c^{2})&\geq &&(a+b+c)^{2}\\\iff &&a^{2}+b^{2}+c^{2}&\geq &&{\sqrt {3(a+b+c)\left({\frac {a+b+c}{3}}\right)^{3}}}\\\iff &&a^{2}+b^{2}+c^{2}&\geq &&{\sqrt {3(a+b+c)(-a+b+c)(a-b+c)(a+b-c)}}\\\iff &&a^{2}+b^{2}+c^{2}&\geq &&4{\sqrt {3}}\Delta .\end{aligned}}}
Como foi usada a desigualdade do rearranjo e a desigualdade das médias, a igualdade só ocorre se {\displaystyle a=b=c} e se o triângulo é equilátero.

### Terceiro método
Pode ser demostrado que é uma área de um triângulo de Napoleão, sendo:
{\displaystyle {\frac {1}{6}}(a^{2}+b^{2}+c^{2}-4{\sqrt {3}}\,\Delta )}
logo, igual ou maior que 0.